# Судебная зарисовка
Судебная зарисовка — это художественное изображение заседания суда. В судебных системах ряда стран и нескольких штатов США фото- и видеосъёмка заседания суда были запрещены, чтобы не отвлекать участников и сохранить приватность. Это заставляет средства массовой информации положиться на художников-зарисовщиков для иллюстрирования заседания. В России на закрытые судебные заседания журналисты не допускаются, на открытых они могут вести фото- и видеосъёмку, но для этого нужно получить разрешение суда. Для письменных записей и зарисовок разрешение не требуется.

## Создание судебных зарисовок
Художники-зарисовщики присутствуют на судебных заседаниях среди зрителей. В Великобритании
и Гонконге
им запрещено делать наброски, пока идут судебные прения, поэтому судебные художники вынуждены создавать рисунки по памяти уже вне судебных заседаний.
Художники, работающие в этой сфере деятельности, умеют быстро создавать портреты подсудимых и судебные сцены, а затем продают эти рисунки СМИ. В большинстве случаев — это газеты, журналы и телевизионные массмедиа, которые в некоторых западных странах не имеют права снимать судебные процессы. Типичный судебный рисунок исполняется пастельными карандашами, мелками; также популярны судебные графические работы, выполненные простыми карандашами, углём и даже шариковыми ручками. В среднем типичный судебный художник (как правило, не имеющий постоянного договора ни с одним издательством) проводит на судебных заседаниях до 45 часов в неделю. Художник получает от заказчика либо плату непосредственно за каждую графическую работу, либо посуточные комиссионные. Помимо традиционных СМИ, покупающих судебные зарисовки, подобные работы нередко интересуют электронные СМИ, а также юристов, судей или рядовых участников суда, включая зрителей. Если судебный процесс имел какую-то историческую или юридическую ценность, то судебные зарисовки охотно покупают музеи. Например, Национальный музей Австралии выкупил у Australian Broadcasting Corporation серию судебных рисунков по делу Линды Чемберлейн.
Судебный зарисовщик всегда должен уметь работать быстро, нередко у него есть только несколько минут, чтобы запечатлеть подсудимых. Те, кто работают по заказу телевидения, как правило, создают свои наброски за те несколько минут, что идёт предварительное слушание по какому-либо «горячему» делу, чтобы телевизионщики могли их продемонстрировать максимально оперативно.

## История

### В США
Судебные зарисовки в США отсчитывают свою историю от суда над салемскими ведьмами в XVII веке. Зарисовщики присутствовали на суде над аболиционистом Джоном Брауном. В середине XIX века было несколько хорошо известных судебных зарисовщиков-эстампистов, например Джордж Калеб Бингем и Дэвид Блит (англ. David G. Blyth). Эти зарисовки воспроизводились как гравировки в печатных изданиях той эпохи задолго до появления фотографии как средства для новостного освещения судебных заседаний.
Публикации фотографий в новостях стали широко распространены в 1950-е годы, но суды неохотно разрешали как камеры, так и судебные зарисовки, поскольку считалось, что они могут смутить или отвлечь внимание участников судебного заседания. Художник Ида Либби Денгроув (англ. Ida Libby Dengrove) протестовала против этих ограничений, и постепенно суды начали позволять художникам, сидящим на местах для публики, выполнять зарисовки во время судебного разбирательства.
Камеры впервые были разрешены в американских залах суда в середине 1980-х годов.
С того времени востребованность судебных зарисовок сильно снизилась. Теперь они используются только на тех особых судебных заседаниях, на которых камеры запрещены, например на процессе Соединенные Штаты против Брэдли Мэннинга.

### В России
В целом для России жанр судебной зарисовки был и остаётся диковинным. Однако были и есть отдельные проявления.
В России художники стали допускаться до работы в судах начиная с середины XIX века. В 1881 году судебный процесс над первомартовцами запечатлели врач и путешественник Павел Пясецкий, художник-передвижник Константин Маковский и полицейский художник А. Насветевич. Дошли до наших дней зарисовки с суда по делу Бейлиса.
В 2005 году в рамках художественной ярмарки «Арт-Москва» проводилась выставка рисунков, которые художник Павел Шевелев делал в течение полугода на слушании дела Михаила Ходорковского и Платона Лебедева в Мещанском суде.
В настоящее время в России большинство судебных заседаний открытые, но при определённых обстоятельствах может быть принято решение провести закрытое заседание. На закрытые судебные заседания журналисты не допускаются, на открытых как журналисты, так и обычные зрители могут с разрешения суда вести фото- и видеосъёмку, однако для письменных записей и зарисовок такого разрешения не требуется.